# Heraldo
Un heraldo de armas o, simplemente, un heraldo (también, mensajero) es un oficial de armas, el rango intermedio entre el rey de armas y el persevante. El título se aplica en ocasiones, erróneamente, a todos los oficiales de armas.

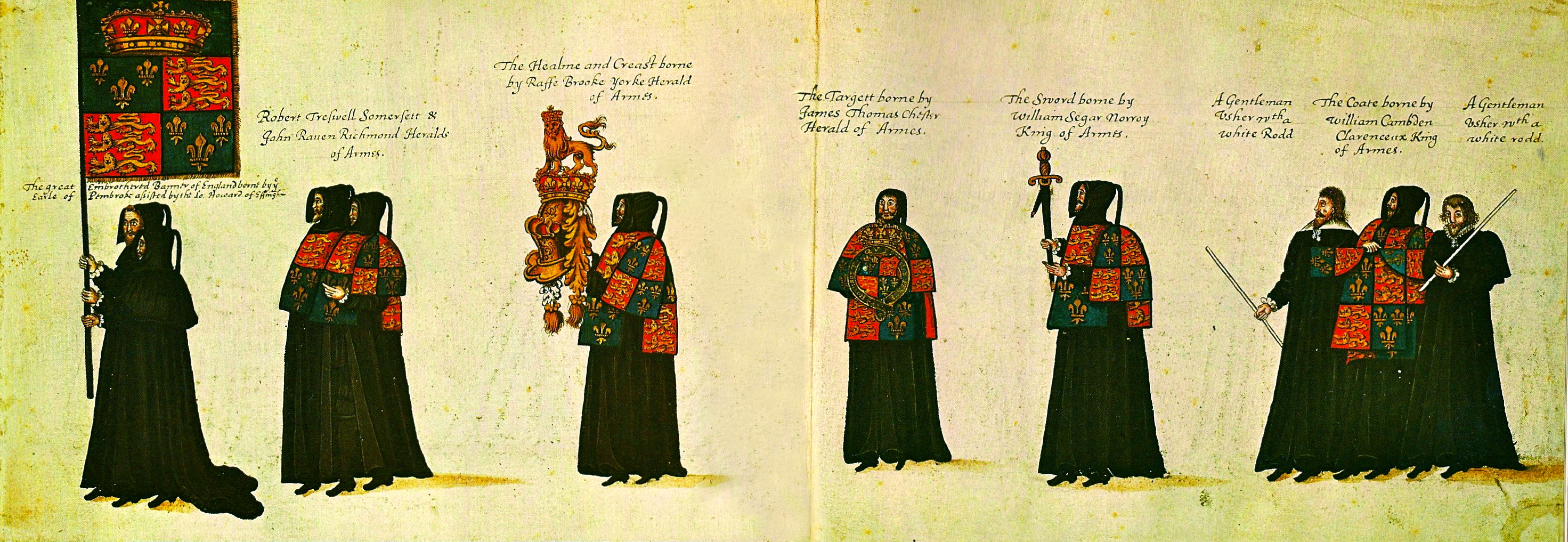
Una procesión de heraldos, en el entierro de Isabel I de Inglaterra.

## Etimología

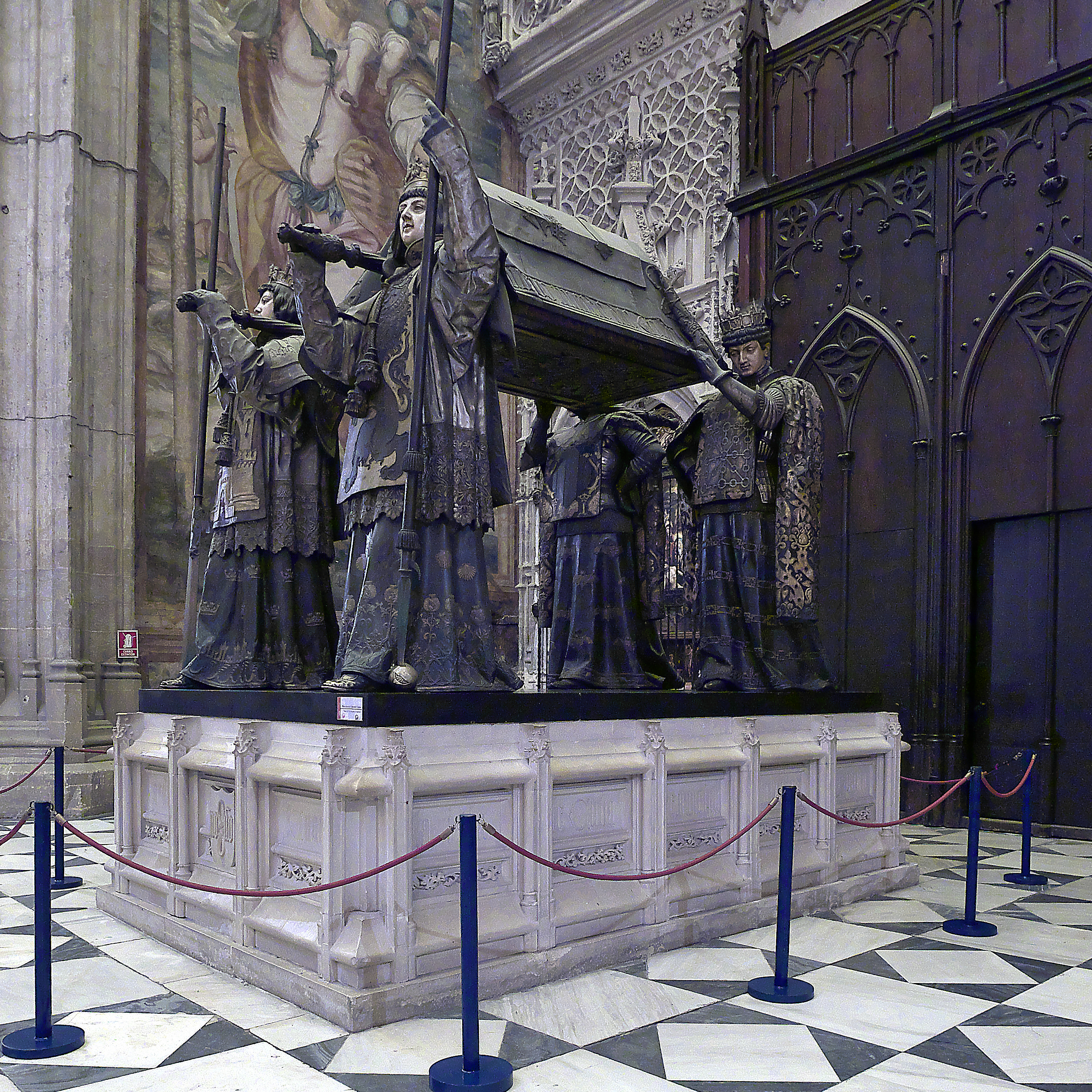
Monumento funerario de Cristóbal Colón. Catedral de Sevilla

El origen del nombre heraldo es discutido. 
- Según la Real Academia Española, proviene del francés «héraut» que, a su vez y según la Academia Francesa, viene del francés antiguo «heriwald» (heraldo), forma flexiva de «hariwald» que, propiamente es término compuesto de hari (ejército) y de wald (jefe).[1]
- Unos dicen que viene del alemán herald que equivale a soldado veterano, pues antiguamente este destino se daba o era una especie de recompensa o ascenso para los soldados o militares de muchos años de servicio, ya que el uso y la experiencia de los hechos de armas los hacía más a propósito para el estudio de esta ciencia, que de ellos se llamó heráldica.
- Otros quieren que se derive del latín heros, de donde suponen que el arte de los heraldos es la ciencia heroica.
- Hay también algunos que opinan que el nombre heraldo equivale a señor, caballero armado, etc.

## Historia
Casi todos los pueblos europeos tuvieron sus heraldos, si bien con nombres diferentes, pero cuyas funciones en lo general eran las mismas. Leemos en el libro de Deuteronomio que la ley prohibía a los israelitas atacar una ciudad o un pueblo sin haberle antes ofrecido la paz, lo que no podía hacerse sino por medio de una especie de heraldos.

### Edad Antigua
En toda la historia heroica, principalmente en la Ilíada, los oficiales llamados heraldos representaban un papel importante. Su carácter era sagrado y Homero los llama divinos, inviolables, grandes y admirables. El primer libro de la Ilíada nos ofrece una prueba indudable del respeto que se les tenía al leer el modo respetuoso con que Aquiles recibe a los heraldos que Agamenón envió para apoderarse de la joven Briseis.
Las funciones de los heraldos eran muchas. Podían entrar en las ciudades sitiadas o mezclarse en medio de los combates, sin que nadie se atreviese a herirles. Convocaban las asambleas de los jefes o generales, imponían silencio a la multitud antes de que hablaran los reyes para que se oyeran sus discursos y les presentaban el arengas. Los heraldos eran los que llevaban sus órdenes y muchas veces sus ejecutores, llamando a aquellos a quienes los príncipes deseaban ver o hablar. En el VIII libro de la Odisea, un heraldo de Alcinoo está encargado de conducir a presencia del Rey al cantor divino Demodoco. Se confiaban asimismo a los heraldos misiones delicadas y acompañaban a los príncipes en circunstancias difíciles. Príamo, yendo a encontrar a Aquiles, fue solo acompañado de un heraldo. Cuando Ulises envió dos de sus compañeros para tratar con los lestrigones, les hizo acompañar de un heraldo.
Estos oficiales estaban consagrados a Mercurio y encargados de publicar y de declarar la guerra o la paz, proclamaciones que solían hacer en verso. Tomaban una parte en las ceremonias sagradas; mezclaban el vino y el agua en grandes cráteras para las libaciones solemnes que se hacían a la conclusión de los tratados; conducían a la víctima, la despedazaban y la repartían entre los asistentes. En el libro XVII de la Odisea, un heraldo presenta a Telémaco carne y vino. Servían estos a los príncipes en la mesa y les prestaban además otros servicios personales. Los heraldos de Homero llevaban en la mano un largo cetro; otras veces se figuran con un caduceo en la mano, símbolo de sus funciones, por cuya razón los romanos los llamaban caduccatores. Etalidas, heraldo de los Argonautas, llevaba un caduceo cuando se dirigió a las mujeres de Lemnos.
Los griegos daban el nombre de kerykes a los heraldos. Sobre una hermosa medalla de Crotona publicada por Eckhel se ve un keryx vestido con una larga túnica como un sacerdote y teniendo en la mano un caduceo y una pátera, con la derecha extendida: actitud que tomaban los heraldos y los emperadores cuando querían anunciar al pueblo la paz y la seguridad.
Los griegos conservaron por mucho tiempo el uso de los heraldos. Los había asimismo en los juegos olímpicos, los cuales se servían de la tuba o trompeta para la promulgación de los juegos, de los tratados y de los sacrificios. Más adelante solo se valían de la voz, escogiendo los que la tenían más sonora y fuerte porque tenían que proclamar las leyes de los juegos atléticos, los nombres de los combatientes, los de los vencedores y, en general, todas las órdenes de los jueces de los juegos.

### Edad Media

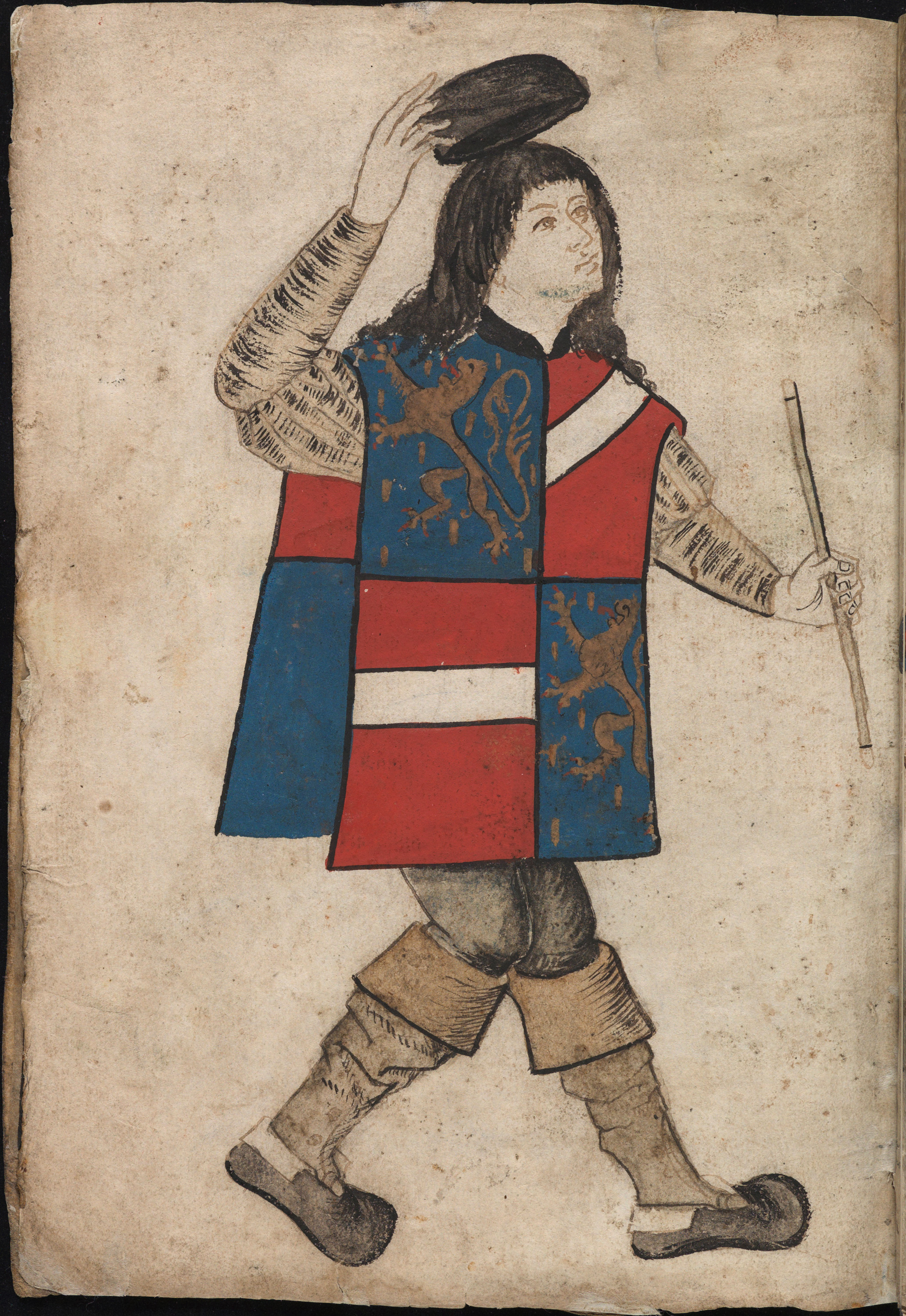
Heraldo de Nassau-Vinden,

Los heraldos cumplían un papel importante en la Edad Media: junto con los persevantes o prosevantes, oficiales inferiores a ellos, formaban en Francia una especie de colegio que tenía sus estatutos y un rey de armas. Para pertenecer a ese colegio se exigían pruebas de nobleza y un conocimiento exacto y profundo de la ciencia del blasón, de la que eran examinados. Esta ciencia se llamaba ciencia heráldica, palabra derivada de heraldo porque una de las primeras obligaciones de estos oficiales era componer y arreglar las armas a los nuevamente creados nobles.
Estaban especialmente encargados de declarar la guerra y los desafíos. Los soberanos a los cuales se enviaban, los solían recibir con cierto aparato. Una declaración de guerra a fuego y a sangre se hacía algunas veces por dos heraldos, uno de los cuales llevaba una espada teñida de sangre y otro una tea o hacha encendida. Los oficiales de armas o heraldos debían hallarse en el campo de batalla en los días de alguna acción y desde un lugar elevado observar qué caballeros se distinguían más para después del combate dar parte al general y redactar en seguida memorias exactas de todo lo que había pasado. Ellos eran también los que tocaban retirada o hacían cesar la acción gritando hola de parte del rey o del general. Eran asimismo los que distribuían las recompensas militares y los que repartían entre los vencedores los despojos de los vencidos.

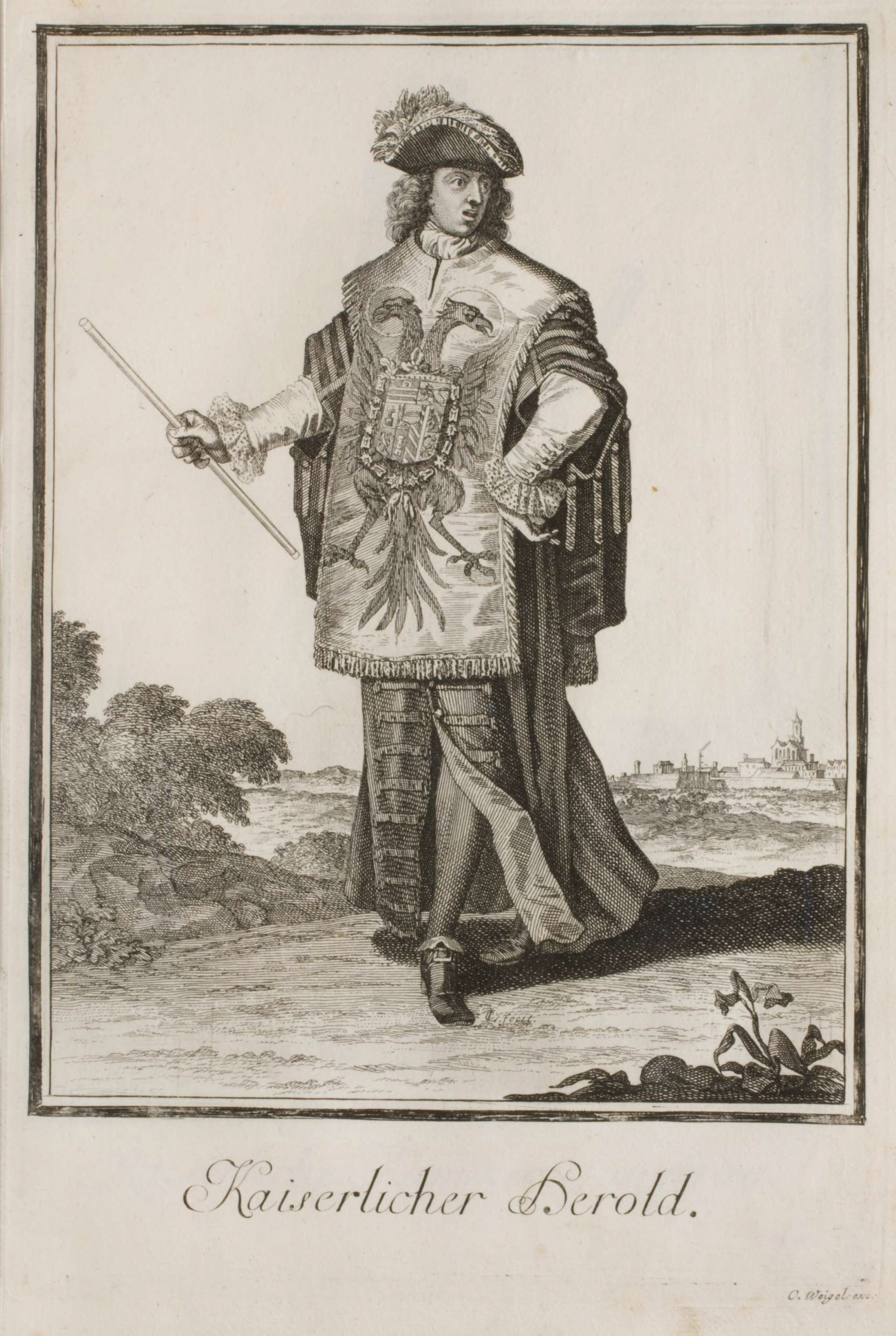
Heraldo imperial, 1703

Por conducto de los heraldos se reclamaban los prisioneros y después que una plaza había capitulado, marchaban delante del gobernador de la ciudad rendida. La publicación de la paz se hacía también por los heraldos. Para esta ceremonia antiguamente se presentaban coronados de guirnaldas de olivo llevando al mismo tiempo una rama de él en la mano. La ciudad en que ésta se hacía les pagaba una moneda. Convocaban igualmente las cortes o estados generales y en estas asambleas cuidaban de mantener el buen orden haciendo el oficio de ujieres. Asistían a la consagración y coronación de los reyes y al bautismo y desposorio de los infantes. Ellos eran también los que anunciaban al pueblo la muerte de los reyes, y todo el tiempo en que el cadáver real permanecía en el lecho de parada le hacían la guardia noche y día presentando mientras tanto el agua bendita a los grandes que iban a hacer un aspersorio al difunto. En las ceremonias fúnebres de los reyes asistían vestidos con un traje de luto, y eran los que encerraban en la tumba el cetro, la mano de justicia y demás distintivos de honor.
Presidían siempre los torneos, las justas, los carruseles y los otros ejercicios militares, siendo ellos los encargados de disponer todos los preparativos. Se les enviaba a los países extranjeros para anunciarlos e invitar a los caballeros y escuderos a asistir a ellos. A la abertura de esta especie de juegos proclamaban los nombres, los blasones y las libreas de los combatientes; después les señalaban el lugar que habían de ocupar, teniendo gran cuidado de partir con exactitud el sol, es decir, que favoreciese igualmente a los unos que a los otros. Juzgaban del valor de cada combatiente y señalaban el premio que consideraban había ganado. En ciertas ocasiones todo lo que caía en tierra dentro de la liza, hasta los mismos caballos, les pertenecía. Cuando no podían aclararse ciertas disputas o determinarse ciertas diferencias o querellas, las viudas y los huérfanos podían reclamarlos como mediadores y en este caso, a más de la subsistencia, gozaban de un sueldo establecido.
El que deseaba ser recibido caballero debía hacer verificar por ellos su genealogía. Cada recepción valía a los oficiales de armas una determinada retribución. Los heraldos eran los superintendentes de las armas o distintivos de nobleza; castigaban a los nobles que no se portaban como correspondía a su clase degradándoles; se les franqueaban todos los archivos para examinar las ascendencias de las familias y arreglar sus genealogías, etc.

## Indumentaria
El traje o cota de armas de los heraldos solía ser a manera de dalmática, con las mangas cortas, teniendo delante y atrás las armas del príncipe o pueblo que representaban bordadas o en relieve.
Siempre llevaban espada.